# ドッビアーコ
ドッビアーコ（伊: Dobbiaco ; 独: Toblach トーブラッハ）は、イタリア共和国トレンティーノ＝アルト・アディジェ州ボルツァーノ自治県にある、人口約3,300人の基礎自治体（コムーネ）。

## 地理

### 位置・広がり
ボルツァーノ自治県の東部、オーストリアとの国境から約13kmに位置する。この地域はドロミーティに属し、周囲を風光明媚な山に囲まれ、保養地、避暑地、スキーリゾートとして訪れる人が多い。
ドッビアーコの市域には分水界が通過している。分水界の東にあるドッビアーコ・パエーゼに源流を発するドラーヴァ川はドナウ川の支流である。

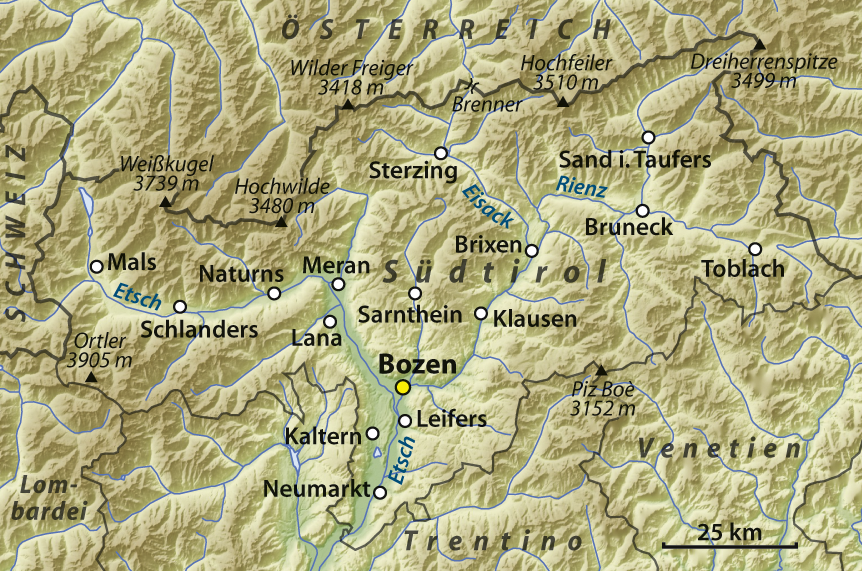
ボルツァーノ/南チロル自治県地図（地名はドイツ語表記）

#### 隣接コムーネ
隣接するコムーネは以下の通り。括弧内のBLはベッルーノ県所属。AT-7はオーストリアのチロル州所属を示す。
- アウロンツォ・ディ・カドーレ (BL)
- ブラーイエス
- コルティーナ・ダンペッツォ (BL)
- Innervillgraten (AT-7)
- サン・カンディド
- セスト
- ヴァッレ・ディ・カジーエス
- ヴィッラバッサ

## 住民

### 言語
| 言語集団調査（2011年） | 言語集団調査（2011年） | 言語集団調査（2011年） | 言語集団調査（2011年） | 言語集団調査（2011年） |
| ---------------------- | ---------------------- | ---------------------- | ---------------------- | ---------------------- |
|                        |                        |                        |                        |                        |
| ドイツ語               | ドイツ語               |                        | 84.10%                 | 84.10%                 |
| イタリア語             | イタリア語             |                        | 15.58%                 | 15.58%                 |
| ラディン語             | ラディン語             |                        | 0.32%                  | 0.32%                  |

2011年に行われた、住民がドイツ語・イタリア語・ラディン語のいずれの「言語集団」に属するかの調査によれば（ボルツァーノ自治県#言語集団調査参照）、住民の約84%がドイツ語話者で、イタリア語話者も約16%いる。

## スポーツ
1990年6月5日、ジーロ・ディタリア1990の第15区が行われ、フランスのw:Eric Boyerが勝利した。